# Матамала-де-Альмасан
Матамала-де-Альмасан (ісп. Matamala de Almazán) — муніципалітет в Іспанії, у складі автономної спільноти Кастилія-і-Леон, у провінції Сорія. Населення — 354 особи (2010).
Муніципалітет розташований на відстані близько 150 км на північний схід від Мадрида, 32 км на південний захід від Сорії.
На території муніципалітету розташовані такі населені пункти: (дані про населення за 2010 рік)
- Матамала-де-Альмасан: 254 особи
- Матуте-де-Альмасан: 78 осіб
- Санта-Марія-дель-Прадо: 22 особи

## Демографія
Динаміка населення (INE ):